# Carmine Fatico
Carmine „Charley Wagons“ Fatico (* 19. Januar 1910 in New York; † 1. August 1991) war ein Caporegime in der New Yorker Verbrecherfamilie Gambino. Fatico war früher Mentor des prominenten Gambino-Bosses John Gotti.

## Leben
Fatico wurde im Stadtteil East New York (Brooklyn) geboren. Er war ein kleiner schlanker Mann, der mehr für seine Intelligenz als seine Brutalität bekannt war. Fatico schreckte jedoch nicht vor physischer Gewalt zurück, wenn diese nach seiner Meinung nötig war. Fatico stieg schnell zum Capo in der Mangano-Familie, die später Gambino-Familie genannt wurde, auf. Fatico war einerseits sehr loyal und andererseits brachte er sehr viel Geld ein.  Faticos Spitzname „Charley Wagons“ resultierte aus seiner Spezialität, Lastwagen auszurauben. Carmine Fatico hatte einen Bruder, Daniel Fatico, der als Komplize mit ihm zusammenarbeitete.
Seit den 1930ern war Fatico aktenkundig und er war wegen Raubes, schwerer Körperverletzung und Erpressung angeklagt gewesen.
1951 wurde der Mobster Albert Anastasia Chef der Mangano-Familie und setzte Fatico als Verantwortlichen für alle Verbrechensoperationen in East New York ein.  Um 1952 wurde der zwölfjährige John Gotti Laufbursche für das Clubhaus von Fatico in East New York.  Nach der Ermordung Anastasias 1957 übernahm Carlo Gambino die Leitung der Familie, die seitdem als Gambinofamilie klassifiziert wird. Fatico wurde Capo in East New York. Seit etwa 1966 kommandierte Fatico eine Crew von ca. 120 Männern.
1972 zog Fatico mit seiner Crew von East New York nach Ozone Park. Grund dafür war, dass sich die ethnische Zusammensetzung Brooklyns zuungunsten der Italoamerikaner änderte und Fatico damit unzufrieden war. Außerdem war er so näher am Flughafen JFK, den die Gambinos und die Luccheses regelmäßig ausraubten. In Ozone Park kaufte Fatico einen Social club und nannte ihn Bergin Hunt and Fish Club.  Der Name war eine Reminiszenz an die Bergen Street in East New York, wo die Crew ihren alten Schlupfwinkel gehabt hatte. Im gleichen Jahr setzte Fatico Gotti als Verantwortlichen für die illegalen Glücksspielgeschäfte in East New York ein. Fatico schätzte Gottis Art, Schuldner zum Bezahlen ihrer Schulden zu bewegen.
Fatico ließ den Kennedy Airport und die Docks in Brooklyn regelmäßig ausrauben. Er handelte mit gestohlenen Gütern, holte Geld aus Kreditwuchergeschäft, illegaler Buchmacherei, illegalem Glücksspiel. Seine Crew soll bis zu $ 30 Millionen Dollar pro Jahr verdient haben.
Am 23. Mai 1972 wurde Fatico in Suffolk County, New York wegen Kreditwucherei und Verschwörung zu diversen Verbrechen angeklagt.  1973 wurde Fatico erneut angeklagt und ihm wurde zur Bewährungsauflage auferlegt, keinen Kontakt mit seinen Crew-Mitgliedern aufzunehmen. Fatico ernannte Gotti zum acting Capo (was bedeutet, dass er kommissarisch als Capo tätig war). Gotti berichtete direkt zum Gambino-Underboss Aniello Dellacroce.
Fatico wurde Mitte der siebziger Jahre zu fünf Jahren Haft wegen Raubes verurteilt.
Gotti wurde 1977 offiziell Capo von Faticos ehemaliger Crew.
Am 1. August 1991 starb Fatico an natürlicher Ursache im Alter von 81. Er ist beerdigt auf dem Saint John Cemetery in Middle Village (Queens).